# Fahnenkomplex
In der Mathematik sind Fahnenkomplexe bestimmte Simplizialkomplexe, die in Graphentheorie, Geometrischer Topologie und Geometrischer Gruppentheorie eine Rolle spielen.

Ein Fahnenkomplex.

## Definition
Ein Fahnenkomplex ist ein abstrakter Simplizialkomplex, der die folgende Bedingung („Gromov's no {\displaystyle \Delta }-condition“) erfüllt: wenn {\displaystyle S} eine Menge von Ecken ist, so dass je zwei Ecken aus {\displaystyle S} zu einem gemeinsamen Simplex gehören, dann bilden die Ecken von {\displaystyle S} einen Simplex.

## Beispiele
Ein Graph {\displaystyle \Gamma } ist ein Fahnenkomplex genau dann wenn {\displaystyle girth(\Gamma )\geq 4} gilt. Hierbei bezeichnet {\displaystyle girth(\Gamma )} die Länge eines kürzesten Kreises in {\displaystyle \Gamma }.

Petersen-Graph: {\displaystyle girth(\Gamma )=5}
Heawood-Graph: {\displaystyle girth(\Gamma )=6}
McGee-Graph {\displaystyle girth(\Gamma )=7}
Tutte–Coxeter-Graph {\displaystyle girth(\Gamma )=8}